# Johannes Aberli
Johannes Aberli, auch Johann Aberli und Jean Aberli (* 5. Januar 1774 in Murten; † 24. April 1851 in Winterthur) war ein Schweizer Medailleur, Stein- und Stempelschneider.

## Leben

### Familie
Johannes Aberli war der Sohn des Apothekers Johannes Aberli († 1780) und dessen Ehefrau Elisabeth (geb. Vögeli). Sein Onkel war der Maler Johann Ludwig Aberli, der sich nach dem frühen Tod des Vaters der mittellosen Familie annahm.
Er war seit 1797 mit Veritas (geb. Sulzberger) verheiratet; gemeinsam hatten sie vier Töchter und zwei Söhne. Sein Sohn Friedrich Aberli (* 24. Februar 1800 in Winterthur; † 19. Dezember 1872 ebenda) wurde 1814 sein Schüler und arbeitete anschliessend gemeinschaftlich mit ihm.

### Ausbildung
Sein Onkel veranlasste, das Johannes Aberli in Neuchâtel beim Pfarrer Jean Stoll (1747–1833) seine schulische Ausbildung erhielt, während seine Mutter und seine Schwester im Pfarrhaus in Rafz unterkamen.
1785 begann Aberli in Bern bei Heinrich Rieter, einem Mitarbeiter seines Onkels, eine Ausbildung zum Landschaftsmaler, um später die Nachfolge von Johann Ludwig Aberli antreten zu können, der dann jedoch bereits 1786 verstarb. Heinrich Rieter wurde nun Verwalter von dessen Vermögen und Vormund von Johannes Aberli. Er empfahl diesem nun, lieber eine Ausbildung zum Kaufmann zu absolvieren, und so begann er 1787 mit einer Lehre in der Schaffhauser Tuchhandlung Gaupp. Während der Ausbildung setzte er seine Landschaftsmalerei fort und unternahm hierzu viele Ausflüge in die Umgebung von Bern. Aufgrund eines Gehörleidens beendete er einige Monate nach der Ausbildung seine Tätigkeit in der Tuchhandlung und liess sich von 1792 bis 1794 in 18 Monaten bei Balthasar Vorster (1749–1826) in Diessenhofen zum Siegelstecher und Stempelschneider ausbilden.

### Werdegang
In der Zeit von 1794 bis 1796 arbeitete er für Friedrich Huber (1766–1832) in Basel, der ihm dabei auch Kenntnisse im Steinschneiden und in der Herstellung von Münzstempeln vermittelte. Von Basel aus ging er nach Strassburg. Nach wenigen Monaten kehrte er zu Friedrich Huber nach Basel zurück, um dann noch 1796 in Winterthur ansässig zu werden.
1799 und 1803 führte er für den Politiker Johann von Wessenberg einige Arbeiten durch, die ihn auch im Ausland bekannt machten, dazu kamen noch Arbeiten für dessen Bruder, den Konstanzer Generalvikar Ignaz Heinrich von Wessenberg, der ihn auch weiter empfahl. Ein weiterer Förderer war Karl Egon II. zu Fürstenberg, der ihn auch mehrmals besuchte.
Aberli erhielt unter anderem Aufträge vom reichen Engländer Jakob van Matter, der das Schloss Goldenberg bei Winterthur erworben hatte. Dieser hatte die Gravur des Stadtwappens von Stein am Rhein gesehen, das den Ritter Georg zeigte, wie er den Lindwurm erlegte, und liess Johannes Aberli einige Auftragsarbeiten durchführen. Weiterhin fertigte er das Wappen des Berner Glasmalers Ludwig Stantz in Stein und gravierte 1821 die Medaille des Löwen bei Eröffnung des Löwendenkmals Luzern
In heraldischen Fragen wandte er sich an den Sachverständigen Johann Martin Usteri in Zürich, der sich intensiv hiermit beschäftigt hatte.
Er stand im Schriftwechsel mit dem Geheimen Finanzrat Albert Peter Heinrich von Zschock (1768–1845) und wurde durch diesen mit dem Münzmeister Gottfried Bernhard Loos bekannt, der eine Folge von Denkmünzen aus der brandenburgischen Geschichte herausgegeben hatte und ihn einlud, für seine Münzanstalt zu arbeiten.

### Berufliches Wirken
Durch die Qualität seiner Arbeiten, aber auch dank der Förderung durch namhafte Gönner wie Fürst Hans Georg von Fürstenberg und Minister von Wessenberg, erwarb sich Johannes Aberli ein Renommee weit über die Grenzen seiner Heimatstadt hinaus. Zahlreiche Aufträge für Familien- und Kanzleisiegel, Medaillen und geschnittene Steine liessen ihn zu einem der gefragtesten Künstler auf seinem Gebiet werden.
Zu seinen wichtigsten Werken gehören die Reformationsmedaillen auf Zwingli (1819) sowie die Medaille auf das Löwendenkmal in Luzern (1821). Das bedeutendste unter seinen Siegeln ist das grosse Siegel der Eidgenossenschaft von 1815 aus Karneol, das einen Wappenkranz darstellt.

### Nachlass
Im Münzkabinett Winterthur befinden sich alle Medaillenarbeiten von Johannes und Friedrich Aberli sowie eine Anzahl von Prägestempeln; als Dauerleihgabe befindet sich dort auch eine umfangreiche Sammlung mit Siegelabdrücken von Petschaften, geschnittenen Steinen und Medaillen.
Im Münzkabinett des Schweizerischen Landesmuseums wird eine grössere Materialsammlung von ein- und einzelnen zweiseitigen Blei- und Zinnabschlägen von Medaillen, Münzen und Jetons aufbewahrt. Das Landesmuseum besitzt weiterhin verschiedene Siegelstempel sowie geschnittene Steine.

## Ausstellungen
Das Münzkabinett Winterthur veranstaltete 2014 eine Ausstellung, in der 30 Medaillen, mehrere Münzen und ca. 1.200 Siegelstempel von Johann Aberli präsentiert wurden.

## Arbeiten (Auswahl)
- Militärische Verdienstmedaille der Zürcher Regierung zur Niederwerfung des Aufstands von 1804.
- Grosse Verdienstmedaille des Kantons Zürich. Nach dem Vorbild derjenigen von Johann Caspar Mörikofer.[8] (ca. 1780/1790). 1806.
- Schulprämie des Kantons Luzern. Nach 1804.
- Schulprämie des Kantonalen Gymnasiums in St. Gallen. 1810.
- Erste Zwingli-Medaille auf die 300-Jahr-Feier der Reformation in Zürich. 1819.[9]
- Zweite Zwingli-Medaille auf die 300-Jahr-Feier der Reformation in Winterthur. 1819.
- Verdienstmedaille des Kantons Zürich. Nach 1819.
- Errichtung des Löwendenkmals in Luzern zu Ehren der 1792 beim Tuileriensturm gefallenen Schweizergardisten. 1821.
- Errichtung des Denkmals zur Erinnerung an die Schlacht bei St. Jakob an der Birs 1444. 1823.
- Ehrenmedaille der Stadt Solothurn für Ludwig Zeerleder von Bern. 1824.